# Међународна награда за поезију "Венац-Вијенац-Венец"
Међународна награда за поезију "Венац-Вијенац-Венец" (буг. Международна награда за поезия "Венац-Вијенац-Венец", мкд. Меѓународна награда за поезија "Венац-Вијенац-Венец", словен. Mednarodna nagrada za poeziјо "Venac-Vijenac-Venec", хрв. Međunarodna nagrada za poeziju "Venac-Vijenac-Venec") је међународна награда која се додељује за најуспелију збирку песама на пољу песништва свих јужнословенских држава. Награда је установљена на Свеучилишту у Загребу почетком 2016. Прва Награда додељена је 15. јула 2016. на Универзитету у Нишу. Име награде метафорички говори о стављању свих аутора и њихових дела који стварају на јужнословенским језицима под један "венац", што је симбол победе и славе. Награда се састоји од плакете, повеље и новчаног износа, те издавања победничке збирке песама, уколико већ није издата. Аутор победничке збирке члан је жирија за доделу Награде наредне године.

## "Венац-Вијенац-Венец" за 2016.
Након оснивања Награде, расписан је конкурс за доделу прве Награде 13. јуна 2016. У конкуренцији је било деведесет и пет збирки песама из Словеније, Хрватске, Босне и Херцеговине, Црне Горе, Србије, Македоније и Бугарске. У одабиру победничке збирке учествовало је четрнаест професора, чланова жирија, из области компаристике, матерњих језика и књижевности. За победничку збирку песама, са једанаест највиших оцена од укупну четрнаест, проглашена је збирка Еринерунг српског и црногосрског песника Илије Фонламова Францисковића, који је постао први лауреат. Награда му је уручена на Универзитету у Нишу (Србија), иако је првобитно било планирано да она буде уручена на универзитету на коме је и основана, у Загребу.

## Досадашњи добитници
- 2016. Илија Фонламов Францисковић (Србија/Црна Гора), за збирку песама Еринерунг.